# Sam Mtukudzi
Sam Mtukudzi (1 de abril de 1988 - 15 de março de 2010) foi um músico do Zimbábue. Ele era o filho do lendário cantor do Zimbábue Oliver Mtukudzi.